# Třída Oceanic
Třída Oceanic byla série prvních zaoceánských parníků White Star Line. Vybudovány byly v loděnicích Harland & Wolff v Belfastu. Sloužily na lince Liverpool - New York.

## Lodě
- Oceanic
- Atlantic
- Baltic
- Republic
- Adriatic
- Celtic

## Historie
18. ledna 1868 koupil Thomas Henry Ismay společnost, kterou pojmenoval White Star Line. Rozhodl se že si nechá vybudovat sérii čtyř ocelových parníků, Oceanic, Atlantic, Baltic a Republic. Tyto lodě byly postaveny v loděnicích Harland & Wolff v Belfastu v letech 1870-1872. Jejich popularita byla vysoká, proto byly v roce 1872 vybudovány ještě dva parníky navíc, Adriatic a Celtic.